# Rébellion de Kakitsu
La rébellion de Kakitsu (嘉吉の徳政一揆 or 嘉吉の土一揆, Kakitsu no Tokusei Ikki ou Kakitsu no Tsuchi Ikki) est un soulèvement paysan exigeant l'annulation de dettes. Elle se déroule en 1441, plus particulièrement durant la première année de l'ère Kakitsu de l'époque de Muromachi à Kyoto et dans ses environs c'est-à-dire la province d'Omi, au milieu du chaos politique qui suit l'assassinat en juin du 6e shogun Ashikaga Yoshinori, assassiné le 12 juillet 1441 par son vassal Akamatsu Mitsusuke.

## Contexte
En août, les paysans se révoltent avec les bashaku de Kyoto et de Sakamoto et Otsu de la province d'Omi à leur base, et exigent un ordre d'annulation complète de la dette sur la base du « daihajime no tokusei », allégement de la dette à l'occasion de l'ascension d'un nouveau shogun. Les ji-samouraï prennent la direction du mouvement qui se développe en une révolte de plusieurs dizaines de milliers de personnes. Cette insurrection ne se propage pas partout mais forme un anneau autour de Kyoto.

## Rébellion
Après avoir coupé les communications entre Kyoto et le monde extérieur, l'armée rebelle attaque les marchands de saké, les agents de change des entrepôts et les temples. Sous la direction des ji-samouraï, les forces rebelles agissent d'une manière organisée et empêchent les pillages aveugles. Elles occupent le Tō-ji et le Kitano Tenman-gū et installent un blocus autour de Tanbaguchi et Nishihachijou.
Au début de l'insurrection, Mitsutsuna Rokkaku, le shugo de la province d'Omi, émet son propre ordre d'annulation de la dette mais parce que le monastère Enryaku-ji s'y oppose, les bashaku d'Omi avec lesquels ils sont sous contrat se séparent des rebelles et s'opposent même à eux comme ces derniers vont plus loin en occupant le Kiyomizu-dera.
Alors que le shogunat a d'abord l'intention de maîtriser la situation en promulguant un décret d'allégement de la dette pour les seuls paysans, les rebelles tentent d'obtenir le soutien des membres de l'établissement en demandant l'annulation complète de la dette à un taux uniforme pour toute la province et qui comprenne également les kuge et les buke. Par ailleurs, le kanrei Mochiyuki Hosokawa accepte un pot de vin de 1 000 kanmon des agents de change des entrepôt avant de publier un ordre de déploiement des troupes pour leur protection mais les daimyo qui sont informés de l'existence du pot de vin refusent son ordre. Dans le cas du daimyo Mochikuni Hatakeyama, il s'oppose à la répression de l'insurrection parce que ses propres vassaux y sont impliqués et la situation devient encore plus chaotique.
Finalement, Ashikaga Yoshikatsu, le 7e shogun, accepte leurs demandes et émet une ordonnance d'annulation complète de la dette, le Yamashiro Ikkoku Heikin Tokuseirei, 
qui inclut les dettes relatives à des terrains vendus à perpétuité par les agriculteurs moins de 20 ans auparavant. La décision du shogunat d'émettre une ordonnance officielle d'annulation de la dette, par opposition à son refus de le faire au cours de la rébellion de Shōchō, affecte gravement son autorité.

## Source de la traduction
- (en) Cet article est partiellement ou en totalité issu de l’article de Wikipédia en anglais intitulé « Kakitsu Uprising » (voir la liste des auteurs).